# Buey Arriba, Cuba
Buey Arriba là một thị trấn ở tỉnh Granma của Cuba. Đô thị này cách tỉnh lỵ Bayamo 30 ki-lô-mét (19 mi) về phía nam.

## Dân số
Năm 2004, thị trấn Buey Arriba có dân số là 31.327 người. Với diện tích 452 km² (174,5 mi²), và mật độ dân số 69,3người/km² (179,5người/sq mi).